# Perry Moore
William Perry Moore IV (* 4. November 1971 in Richmond, Virginia; † 17. Februar 2011 in Manhattan, New York) war ein US-amerikanischer Filmproduzent und Filmregisseur.

## Leben

### Kindheit und Jugend
Perry Moore wuchs als Sohn von William und Nancy Morris Moore in Virginia Beach an der US-amerikanischen Atlantikküste auf. Er hat zwei Schwestern. Als Jugendlicher graduierte Moore 1990 an der Norfolk Academy in Norfolk (Virginia), ehe er sich an der University of Virginia in Charlottesville einschrieb, an der er vier Jahre später, 1994, seinen Bachelor in Filmwissenschaft erwarb. Während der Präsidentschaft von Bill Clinton, Mitte der 1990er Jahre, arbeitete Moore kurzzeitig als Praktikant im Weißen Haus.

### Werdegang
Erste Erfahrungen bei Film und Fernsehen sammelte Moore ab 1996 zunächst bei Metro-Goldwyn-Mayer in New York City und schließlich hinter den Kulissen der The Rosie O’Donnell Show, die ebenfalls in New York produziert wurde. Als 2001 die Filmproduktionsgesellschaft Walden Media gegründet wurde, war Moore maßgeblich an deren Aufbau beteiligt. 2003 feierte er als Ausführender Produzent des Filmdramas I Am David mit James Caviezel in der Hauptrolle sein Debüt als Filmemacher.
2005 war Moore maßgeblich an der Sicherung der Filmrechte von Die Chroniken von Narnia verantwortlich. Sowohl beim ersten Film Die Chroniken von Narnia: Der König von Narnia der 2005 in den Kinos lief, wie auch bei den beiden Fortsetzungen fungierte Moore als Ausführender Produzent.
2008 stand Moore auch erstmals als Regisseur hinter der Kamera. Zusammen mit Hunter Hill inszenierte er das Drama Lake City wofür er Sissy Spacek und Rebecca Romijn als Darstellerinnen gewinnen konnte.
Perry Moore outete sich bereits früh als homosexuell. 2007 schrieb er den Roman Hero in dem er mit Thom Creed nicht nur einen Helden mit Superkräften ins Leben rief, sondern auch einen Helden, der schwul war. Im Mai 2008 wurde Moore dafür mit dem Lambda Literary Award ausgezeichnet.

### Tod
Am 17. Februar 2011 wurde Perry Moore von seinem Lebensgefährten Hunter Hill, mit dem er Lake City gedreht hatte, tot in deren gemeinsamen Wohnung im New Yorker Stadtteil SoHo gefunden. Die Gerichtsmedizin geht von einer Überdosis Drogen aus, die dem Produzenten zum Verhängnis wurde.

## Filmografie
- 2005: Die Chroniken von Narnia: Der König von Narnia (The Chronicles of Narnia: The Lion, the Witch and the Wardrobe)
- 2008: Die Chroniken von Narnia: Prinz Kaspian von Narnia (The Chronicles of Narnia: Prince Caspian)
- 2010: Die Chroniken von Narnia: Die Reise auf der Morgenröte (The Chronicles of Narnia: The Voyage of the Dawn Treader)